# Winsome Fanny Barker
Winsome Fanny Barker (23 de septiembre de 1907 - 1994 ) fue una botánica y curadora sudafricana, desarrollándose a partir de 1957 en el "Herbario Compton de Kirstenbosch", hasta su retiro en 1972. Realizó sistemática de las familias Haemodoraceae, Liliaceae, Amaryllidaceae

## Honores

### Eponimia
Especies, entre ellas
- (Amaryllidaceae) Haemanthus barkerae Snijman 1981
- (Amaryllidaceae) Gethyllis barkerae D.Müll.-Doblies 1986
- (Hyacinthaceae) Drimia barkerae Oberm. ex J.C.Manning & Goldblatt 2003

- La abreviatura «W.F.Barker» se emplea para indicar a Winsome Fanny Barker como autoridad en la descripción y clasificación científica de los vegetales.[2]

Más de 150 registros IPNI se poseen de sus identificaciones y clasificaciones de nuevas especies, las que publicaba habitualmente en :  J. S. African Bot.; S. African Gard.; Fl. Pl. S. Afr.; Cactus Journ., Brit.; Bothalia; Bot. Not.; Flow. Pl. Afr.; New Flora & Silva